# Umowa o roboty budowlane
Umowa o roboty budowlane – rodzaj umowy cywilnoprawnej. Jest odmianą umowy o dzieło. Nie oznacza to jednak, że wszystkie kodeksowe postanowienia dotyczące umowy o dzieło można posiłkowo stosować do umowy o roboty budowlane. 
Wzajemne zobowiązania stron umowy przedstawiają się w podstawowym przypadku następująco:
- Wykonawca zobowiązuje się do wykonania umówionego obiektu zgodnie z projektem i z zasadami wiedzy technicznej.
- Inwestor zobowiązuje się do:
  - wykonania czynności związanych z przygotowaniem robót wymaganych przepisami (m.in. wydania projektu i terenu pod budowę)
  - przekazania projektu budowlanego
  - odebrania obiektu oraz
  - zapłacenia ceny.

## Wynagrodzenie wykonawcy
Jeżeli strony umówiły się o wynagrodzenie ryczałtowe, przyjmujący zamówienie nie może żądać podwyższenia wynagrodzenia, chociażby w czasie zawierania umowy nie można było przewidzieć rozmiaru lub kosztów prac (art. 632 k.c.). Przepis ten dotyczy umów o dzieło, ale zgodnie z orzecznictwem Sądu Najwyższego może być stosowany w drodze analogii do umowy o roboty budowlane (wyrok SN z 15 czerwca 2007, sygn. V CSK 63/07).

## Rękojmia i gwarancja
Do umowy o roboty budowlane stosuje się postanowienia o rękojmi za wady rzeczy sprzedanej. Z racji braku wyraźnego dopuszczenia przez ustawodawcę takiej możliwości w razie zamieszczenia w umowie o roboty budowlane tzw. klauzul gwarancyjnych „kodeksowe” przepisy o gwarancji mogą być stosowane tu jedynie per analogiam. W zależności od tego, czy dany obiekt budowlany jest nieruchomością czy ruchomością, okres rękojmi wynosi odpowiednio: 5 lat albo 2 lata.

## Odróżnienie umowy o roboty budowlane od umowy o dzieło
Odróżnienie umowy o roboty budowlane (art. 647 i nast. kodeksu cywilnego) od umowy o dzieło (art. 627 i nast. k.c.) może powodować trudności. 
Zasadniczym kryterium rozróżnienia między umową o roboty budowlane a umową o dzieło jest ocena zamierzenia stosownie do wymogów prawa budowlanego (wyroki SN z 7 grudnia 2005 r., sygn. akt V CK 423/05, z 18 maja 2007 r., sygn. akt I CSK 51/07). Przedmiotem umowy o roboty budowlane jest przedsięwzięcie o większych rozmiarach, zindywidualizowanych właściwościach fizycznych i użytkowych, z reguły powiązane z wymogiem projektowania i zinstytucjonalizowanym nadzorem (wyrok SN z 28 marca 2018 r., sygn. akt V CSK 368/17). Dobitnie uwypukla to brzmienie art. 17 pr. bud., według którego uczestnikami procesu budowlanego są: inwestor, inspektor nadzoru inwestorskiego, projektant i kierownik budowy lub kierownik robót, co jest obce umowie o dzieło (wyrok SN z 25 marca 1998 r., sygn. akt II CKN 653/97, OSNC 1998, nr 12, poz. 207). 
Przepisy dotyczące umów o roboty budowlane stosuje się do inwestycji budowlanych oraz do remontu budynków lub budowli (nie stosuje się do remontu odrębnych pomieszczeń w budynkach).
W pojęciu „roboty budowlane" (użytym w pr. bud.) mieści się sama budowa, a także prace polegające na przebudowie, montażu, remoncie lub rozbiórce obiektu, którym jest budynek wraz z instalacjami i urządzeniami technicznymi bądź budowla stanowiąca całość techniczno-użytkową wraz z instalacjami i urządzeniami albo obiekt małej architektury.

## Umowa o roboty budowlane w kontekście międzynarodowym
W wielu krajach w procesie inwestycyjnym obiektów budowlanych stosuje się standardowe umowy o roboty budowlane, dostosowane do wybranych przez inwestora metod realizacji przedsięwzięcia budowlanego. Publikują je takie organizacje jak Międzynarodowa Federacja Inżynierów Konsultantów (FIDIC) reprezentowaną w Polsce przez Stowarzyszenie Inżynierów Doradców i Rzeczoznawców (SIDiR), w Wielkiej Brytanii Wspólny Trybunał do Spraw Umów Budowlanych (Joint Contracts Tribunal – JTC), Amerykański Instytut Architektów, i inne organizacje branżowe. 
Prócz określenia sposobu płatności, oraz rękojmi i gwarancji, te umowy często regulują sposoby komunikacji i rozwiązywania sporów pomiędzy stronami, preferując zwykle mediację i arbitraż nad litygację sądową, w celu osiągnięcia szybszych rozstrzygnięć, a także sposób zapewnienia wykonania umowy i opłacenia podwykonawców i dostawców poprzez poręczęnia (ang. bonds) - gwarancje ubezpieczeniowe, a także ubezpieczenia na czas budowy.